# Selaginella ingens
Selaginella ingens är en mosslummerväxtart som beskrevs av Arthur Hugh Garfit Alston. Selaginella ingens ingår i släktet mosslumrar, och familjen mosslummerväxter. Inga underarter finns listade i Catalogue of Life.